# Objektivplatine
Eine Objektivplatine ist ein Zubehörteil für die Montage von Objektiven an Großformat- bzw. Laufbodenkameras in der Fotografie.

## Zweck
Großformat-Objektive werden nicht für die Verwendung an einer speziellen Kamera konstruiert. Die meist zweiteiligen Objektive werden in die – für den jeweiligen Kameratyp passenden –  Objektivplatinen eingebaut, indem zwischen dem Vorderglied und dem Hinterglied des Objektivs die Platine verschraubt wird. Meist wird der Kameraverschluss dann auch vor der Platine positioniert und montiert, wenn es sich um einen Zentralverschluss handelt.
Einige Kamerahersteller (z. B. Sinar) montieren den Verschluss hinter dem Objektiv. Bei älteren Modellen war der Verschluss fest vor oder hinter der Objektivplatine eingebaut; manche Kameras verzichteten gänzlich darauf.

## Typen
Fast jeder Hersteller hat seine eigenen Objektivplatinen. Die Platinen von Plaubel passen nicht in die Kameras von Sinar und die von Graflex nicht in die Kameras von Linhof. Letzterer hat sogar verschiedene Ausführungen abhängig vom Kameratyp und vom Aufnahmeformat.
Es existieren Ausführungen in Holz, Kunststoff oder Metall. Moderne Objektivplatinen werden meist aus Aluminium gefertigt.
Einige Ausführungen verfügen über Präzisions-Einstellschnecken zur Fokussierung von Weitwinkelobjektiven oder werden in Sondergrößen speziell zur Adaption an Weitwinkeleinstellgeräten geliefert.

## Bohrungen
Abhängig vom verwendeten Verschluss werden die Platinen mit unterschiedlichen, zum Teil genormten, Bohrungen angeboten. Die gängigsten Bohrungen sind:
- Compur #00           – 26,3 mm
- Compur #0            – 34,6 mm
- Compur #1            – 41,6 mm
- Compur #2            – 52,5 mm (es existieren verschiedene Versionen wie Compur II oder Compur II 5/2)
- Compur #3            – 65,0 mm
- Compound Dagor       – 38,0 mm
- Compound #3 Hülse 7  – 63,2 mm
- Compound #4 Hülse 9  – 69,1 mm
- Compound #4 Hülse 10 – 80,0 mm
- Compound #5 Hülse 12 – 93,4 mm

Da die meisten Zentralverschlüsse heute von der Nidec Copal Corporation gefertigt werden, wird häufig auf Copal-Nummern verwiesen:
- Copal #0 – 34,6 mm
- Copal #1 – 41,6 mm
- Copal #3 – 65,0 mm
- Copal #3s – 64,5 mm